# Milić Starovlah
Milić Starovlah (Pljevlja, 28 de janeiro de 1998) é um basquetebolista profissional montenegrino que atualmente joga pelo Budućnost VOLI Podgorica pela Erste Liga, EuroCopa e ABA Liga. O atleta possui 1,96m de estatura, atuando na posição ala.

## Estatísticas

### EuroCopa
| Ano      | Equipe    | PJ | PT | AP | 3P   | LL | RT | AS | BR | TO |
| -------- | --------- | -- | -- | -- | ---- | -- | -- | -- | -- | -- |
| 2017-18  | Budućnost | 2  | 6  | 0  | 33.3 | 75 | 5  | 0  | 0  | 0  |
| Carreira | totais    | 2  | 6  | 0  | 33.3 | 75 | 5  | 0  | 0  | 0  |